# Тарасов, Юрий Алексеевич
Ю́рий Алексе́евич Тара́сов (род. 23 сентября 1939, Данилов, Ярославская область) — российский искусствовед. Доктор искусствоведения, профессор и заведующий кафедрой истории западноевропейского искусства исторического факультета СПбГУ (2007—2012).

## Биография
В 1967 году окончил исторический факультет Ленинградского ордена Ленина государственного университета имени А. А. Жданова.
В 1968—1969 — научный сотрудник Государственного Эрмитажа.
В 1969—1970 — аспирант Института теории и истории искусств при Академии художеств СССР.
В 1970 защитил кандидатскую диссертацию «Голландская марина XVII в.» (научный руководитель — член-корреспондент АН СССР В. Н. Лазарев).
В 1971—1984 — старший научный сотрудник, затем заведующий отделом скульптуры Научно-исследовательского музея Академии художеств СССР.
С 1984 г. по настоящее время Ю. А. Тарасов работает на историческом факультете ЛГУ.
В 1996 защитил докторскую диссертацию «Голландский пейзаж XVII в.».
С 2007 по 2012 — заведующий кафедрой истории западноевропейского искусства. Автор курса лекций «Основные проблемы развития западноевропейского искусства Итальянского Возрождения».

## Основные труды
- Тарасов Ю. А. Альбом рисунков Адриана Сальма // Искусство : журнал. — 1970. — № 10.
- Тарасов Ю. А. Бидермайер в немецко-австрийской живописи романтического и постромантического времени // Проблемы изобразительного искусства XIX столетия. — Л., 1990. — С. 69–82. — (Вопросы отечественного и зарубежного искусства. Вып. 4).
- Тарасов Ю. А. Бидермайеровские видописцы Вены и Берлина – предшественники видовой фотографии // Вестник СПбГУ (Сер. 2). — 1997. — Вып. 1, № 2. — С. 12–27.
- Тарасов Ю. А. Гёте и художники-романтики Ф. О. Рунге и К. Д. Фридрих // Отечественное и зарубежное искусство XVIII века: Основные проблемы. — Л., 1986. — С. 131–147. — (Вопросы отечественного и зарубежного искусства. Вып. 3).
- Тарасов Ю. А. Голландский натюрморт XVII века. — СПб.: изд-во СПбГУ, 2004. — С. 162. — ISBN 5-288-02803-6.
- Тарасов Ю. А. Голландский пейзаж XVII века. — М.: Изобразит. искусство, 1983. — 319 с.
- Тарасов Ю. А. Даниэль Ходавецкий и Екатерина II // Вестник СПбГУ (Сер. 2). — 1995. — Вып. 4, № 23. — С. 27–31.
- Тарасов Ю. А. Из истории немецкого романтизма: Каспар Давид Фридрих. Филипп Отто Рунге. — СПб.: Изд-во Санкт-Петербургского ун-та, 2006. — 238 с. — ISBN 5-288-03864-3.
- Тарасов Ю. А. Картины-притчи Питера Брейгела об освободительной войне народа Нидерландов // Вестник СПбГУ (Сер. 2). — 1999. — Вып. 1, № 9. — С. 21–31.
- Тарасов Ю. А. Нидерландский позднеманьеристический пейзаж // Вестник СПбГУ (Сер. 2). — 1998. — Вып. 1, № 2. — С. 16–30.
- Тарасов Ю. А. Рисунки Жана-Батиста Грёза в собрании музея Академии художеств СССР // Искусство : журнал. — 1981. — № 8.